# Joseph Schmit
Joseph Schmit (* im 20. Jahrhundert) ist/war ein US-amerikanischer Filmtechniker, Erfinder und Filmschaffender, der 1960 mit einem Oscar für Wissenschaft und Entwicklung ausgezeichnet wurde. Bei dem Preis handelt es sich um eine sogenannte Class-II-Auszeichnung, da die Preisträger statt einer Oscar-Statuette (Class I) eine Oscar-Plakette erhalten.

## Berufliches
Im Jahr 1960 wurde Joseph Schmit gemeinsam mit Wadsworth E. Pohl, Henry Imus, Jack Alford, Paul W. Fassnacht und Al Lofquist, die zu dieser Zeit alle bei der Technicolor Corp. beschäftigt waren, mit einem Oscar für Wissenschaft und Entwicklung ausgezeichnet. Ihnen wurde diese Auszeichnung „For the development and practical application of equipment for wet printing“ (für die Entwicklung und praktische Anwendung von Geräten für den Nassdruck) zuerkannt.
Über Schmits Ausbildung, seinen genaueren Werdegang und darüber, was er vor und nach der ihm 1960 zuerkannten Auszeichnung getan hat, ist nichts bekannt.

## Auszeichnung
Oscar/Wissenschaft und Entwicklung 1960 an Joseph Schmit, Pohl, Imus, Alford, Fassnacht und Lofquist